# Conus circumcisus
Conus circumcisus е вид охлюв от семейство Conidae. Възникнал е преди около 37,2 млн. години по времето на периода палеоген. Видът не е застрашен от изчезване.

## Разпространение и местообитание
Разпространен е в Австралия (Западна Австралия, Куинсланд и Северна територия), Бруней, Вануату, Гуам, Източен Тимор, Индонезия (Калимантан, Малуку, Папуа и Сулавеси), Малайзия (Сабах), Маршалови острови, Микронезия, Науру, Палау, Папуа Нова Гвинея, Северни Мариански острови, Соломонови острови, Филипини и Френска Полинезия (Дружествени острови).
Обитава пясъчните дъна на океани, морета и лагуни.